# Ganzourgou
Le Ganzourgou est une des 47 provinces du Burkina Faso, située dans la région de Oubri.

## Géographie

### Situation et environnement
La province du Ganzourgou est limitrophe :
- au nord des provinces du Sanmatenga et du Namentenga,
- au sud des provinces du Zoundwéogo et du Bazèga,
- à l'est des provinces du Boulgou et du Kouritenga,
- à l'ouest des provinces du Kadiogo et de l'Oubritenga.

### Démographie
- En 1996, la province comptait 257 707 habitants recensés (61,82 hab./km2)[2],[3].
- En 2003, la province comptait 317 921 habitants estimés (76,26 hab./km2)[4].
- En 2006, la province comptait 319 380 habitants recensés (76,61 hab./km2)[5].
- En 2010, la province comptait 352 003 habitants estimés (84,43 hab./km2)[6].
- En 2019, la province comptait 481 794 habitants recensés (115,57 hab.km2)[1].

### Langues et groupes ethniques
Les principales ethnies sont les Mossi (90 %) et les Peuls (5 %).
Les langues parlées sont le mooré, le foulfouldé (par les Peuls) et le français (langue officielle nationale).

### Principales localités
Ne sont listées ici que les localités de la province ayant atteint au moins 4 000 habitants dans les derniers recensements (ou estimations de source officielles). Les données détaillées par ville, secteur ou village du dernier recensement général de 2019 ne sont pas encore publiées par l'INSD (en dehors des données préliminaires par département).
| Ville ou village              | Coordonnées                 | Altitude   | Population  | Population |
| Ville ou village              | Coordonnées                 | Altitude   | 2006        |            |
| ----------------------------- | --------------------------- | ---------- | ----------- | ---------- |
| Zorgho                        | 12° 14′ 49″ N, 0° 36′ 55″ O | max. 278 m | 20 462 hab. |            |
| Mogtédo                       | 12° 17′ 15″ N, 0° 50′ 12″ O | m          | 18 164 hab. |            |
| Boéna                         |                             | m          | 6 770 hab.  |            |
| Méguet                        | 12° 25′ 24″ N, 0° 42′ 49″ O | m          | 6 340 hab.  |            |
| Ouayalgui-V2 (ou Wayalgui-V2) |                             | m          | 5 558 hab.  |            |
| Kougri                        | 12° 22′ 40″ N, 1° 04′ 40″ O | m          | 5 122 hab.  |            |
| Salogo (ou Salogho)           | 12° 26′ 37″ N, 0° 36′ 55″ O | m          | 3 892 hab.  |            |

## Administration

### Chef-lieu et haut-commissariat
Zorgho est le chef-lieu de la province, administrativement dirigée par un haut-commissaire, nommé par le gouvernement et placé sous l'autorité du gouverneur de la région. Le haut-commissaire coordonne l'administration locale des préfets nommés dans chacun des départements.
| Période | Période  | Identité | Fonction précédente | Observation |
| ------- | -------- | -------- | ------------------- | ----------- |
|         | En cours |          |                     |             |

| Période | Période  | Identité | Fonction précédente | Observation |
| ------- | -------- | -------- | ------------------- | ----------- |
|         | En cours |          |                     |             |

### Départements ou communes

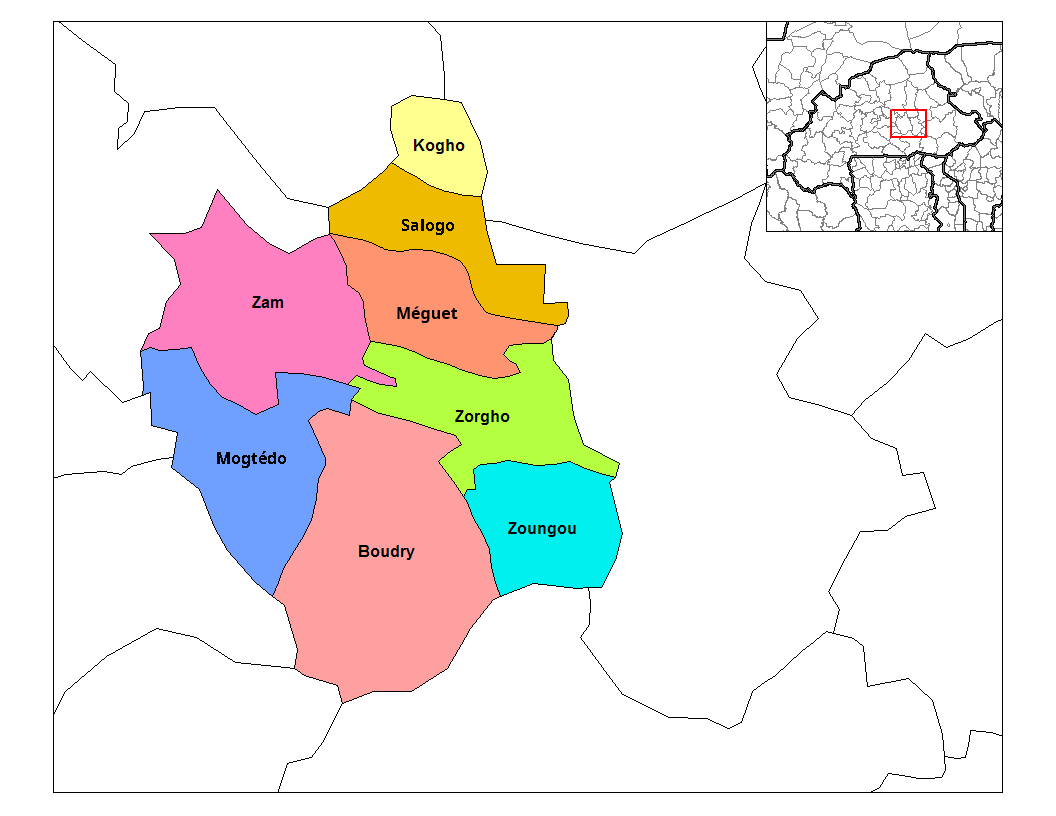
Carte des huit départements ou communes de la province du Ganzourgou, formant également le district sanitaire de Zorgho.

La province du Ganzourgou est administrativement composée de huit départements ou communes.
Sept sont des communes rurales, Zorgho est une commune urbaine dont la ville chef-lieu, subdivisée en six secteurs urbains, est également chef-lieu de la province :
| Département ou commune     | Type de commune            | Subdivisions,                        | Chef-lieu                         | Population | Population | Population |
| Département ou commune     | Type de commune            | Subdivisions,                        | Chef-lieu                         | Est. 2003  | Rec. 2006  | Rec. 2019  |
| -------------------------- | -------------------------- | ------------------------------------ | --------------------------------- | ---------- | ---------- | ---------- |
| Boudry                     | rurale                     | 69 villages                          | Boudry                            | 82 690     | 80 027     | 123 070    |
| Kogho                      | rurale                     | 16 villages                          | Kogho                             | 15 524     | 15 858     | 22 601     |
| Méguet                     | rurale                     | 22 villages                          | Méguet                            | 34 668     | 34 780     | 50 241     |
| Mogtédo                    | rurale                     | 25 villages                          | Mogtédo                           | 44 668     | 49 437     | 73 214     |
| Salogo (ou Salogho)        | rurale                     | 14 villages                          | Salogo (ou Salogho)               | 21 711     | 21 083     | 30 689     |
| Zam                        | rurale                     | 35 villages                          | Zam                               | 39 259     | 40 167     | 62 518     |
| Zorgho                     | urbaine                    | 1 ville (6 secteurs) et 32 villages  | Zorgho (chef-lieu de la province) | 49 648     | 57 566     | 76 423     |
| Zoungou                    | rurale                     | 25 villages                          | Zoungou                           | 29 753     | 29 932     | 43 038     |
| 8 départements ou communes | 8 départements ou communes | 1 ville (6 secteurs) et 238 villages | Total                             | 317 921    | 328 850    | 481 794    |

### Jumelages et accords de coopération
- les départements et communes de Zorgho et Salogo avec :
  -  Bousbecque (France) dans le Nord-Pas-de-Calais,
  -  Verrières-le-Buisson (France) en Île-de-France.
- le département et la commune de Méguet avec :
  -  Seclin (France) dans le Nord-Pas-de-Calais.
- le département et la commune de Zam avec :
  -  Morannes (France) dans les Pays de la Loire.

## Santé et éducation
Les huit départements ou communes de la province forment le district sanitaire de Zorgho.
Taux de scolarisation : 46 %
- 8 établissements secondaires d'enseignement général,
- 160 écoles primaires,
- 2 écoles satellite,
- 1 école medersa.

## Culture et patrimoine

### personnalité liées à la communauté
- Apollinaire Joachim Kyélem de Tambèla, homme politique et avocat burkinabé.

### Religions
- Animisme
- Christianisme
- Islam